# Oak River
Oak River är ett vattendrag i Kanada.   Det ligger i provinsen Manitoba, i den sydöstra delen av landet, 1 900 km väster om huvudstaden Ottawa.
Trakten runt Oak River består till största delen av jordbruksmark. Runt Oak River är det mycket glesbefolkat, med 2 invånare per kvadratkilometer.